# (175113) 2004 PF115
(175113) 2004 PF115 (hay còn được gọi là 2004 PF115) là một thiên thể bên ngoài Sao Hải Vương (TNO).  Nó được phát hiện vào năm 2006 bởi M. Brown, C. Trujillo và D. Rabinowitz. Thiên thể này có thể là một plutino.

## Đặc điểm vật lý
Kích thước của (175113) 2004 PF115 được đo bởi Kính thiên văn không gian Herschel là 406,3+97,6
−75,3 km.